# 18. květen
18. květen je 138. den roku podle gregoriánského kalendáře (139. v přestupném roce). Do konce roku zbývá 227 dní. Svátek má Nataša.

## Události

### Česko
- 1337 – Beatrix Bourbonská, manželka českého krále Jana, byla v Praze korunována českou královnou. Protože však byla šlechtou odmítnuta, brzy zemi znovu opustila.
- 1432 – Soudce chebský, dohoda uzavřená mezi představiteli husitů a zástupci basilejského koncilu o podmínkách pro jednání husitských zástupců na koncilu
- 1889 – Vídeňský podnikatel Karl Wittgenstein založil na Kladně novou ocelárnu – Poldinu huť.
- 1891 – Byla otevřena budova Národního muzea.
- 1899 – Jiří Stanislav Guth-Jarkovský, Josef Rössler-Ořovský a další založili Český výbor pro hry olympijské.
- 1923 – Bylo zahájeno pravidelné vysílání Československého rozhlasu.
- 1950 – Byl přijat zákon omezující akademické svobody.
- 2007 – Pražský primátor Pavel Bém během svého funkčního období odjel do Asie, kde vystoupil na Mount Everest.

### Svět

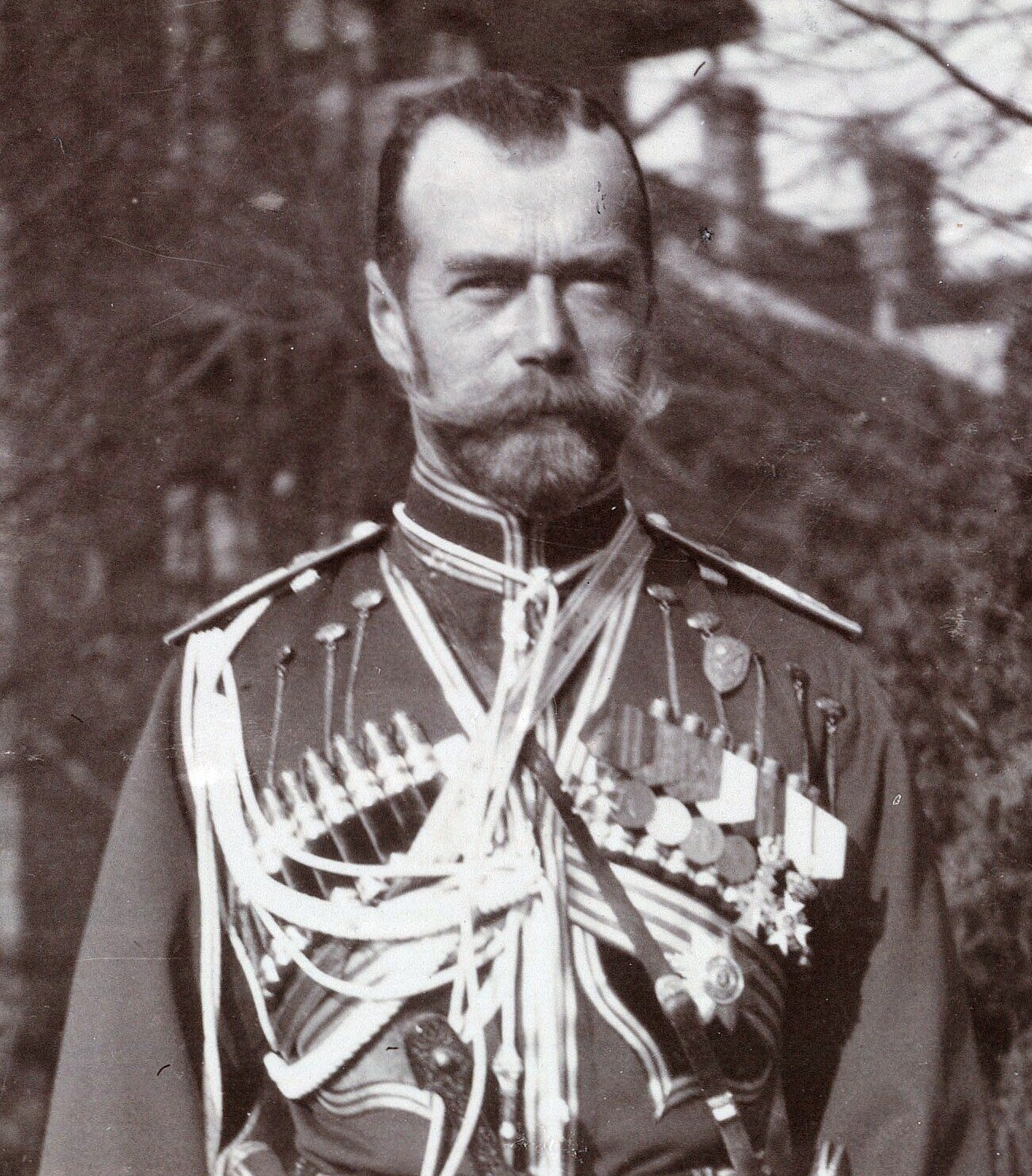
Mikuláš II. Alexandrovič (* 1868)

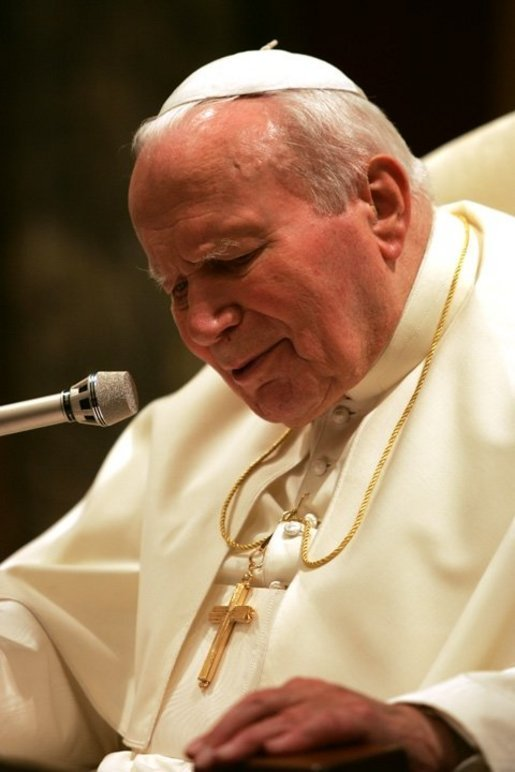
Jan Pavel II. (* 1920)

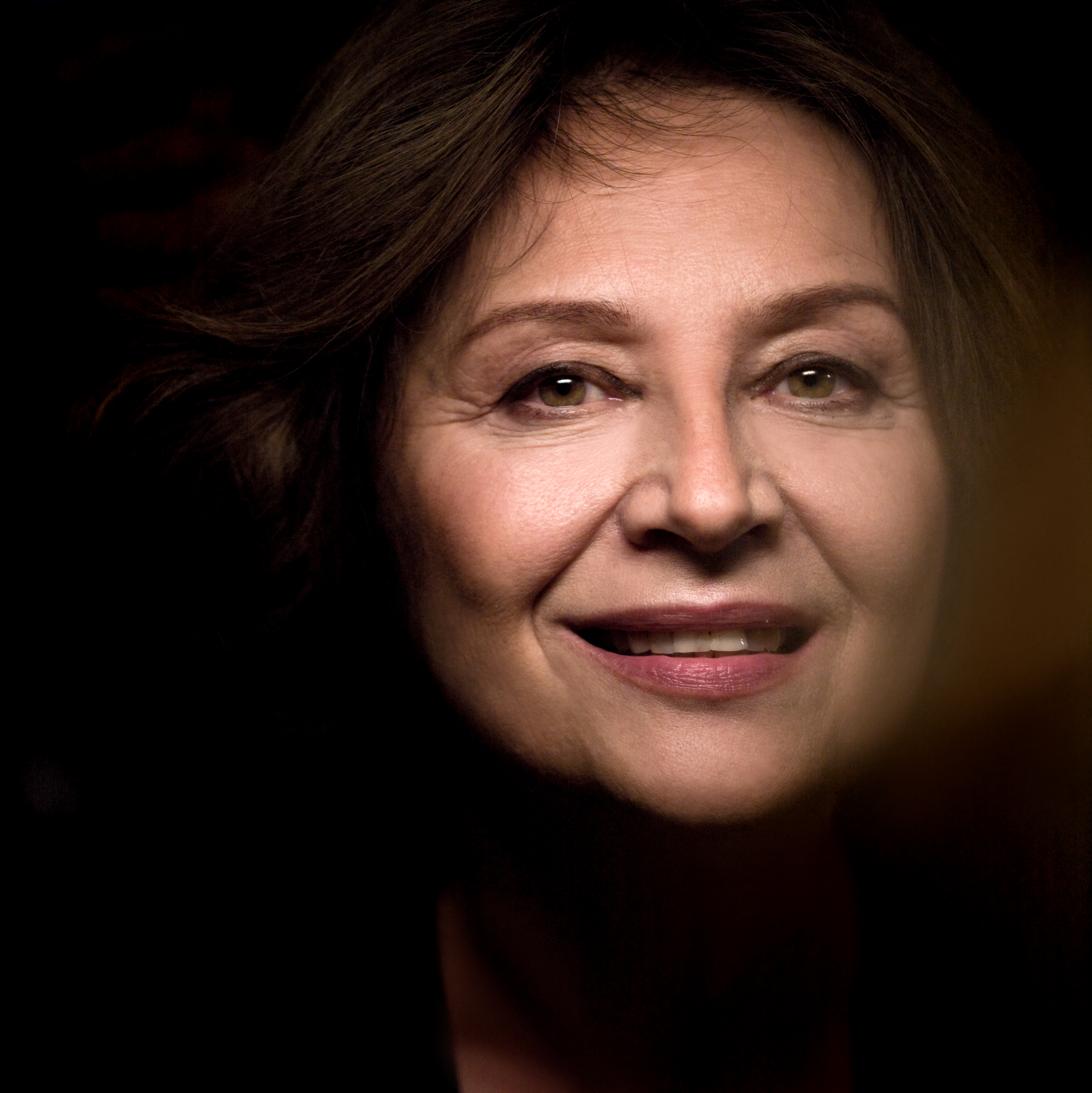
Emília Vášáryová (* 1942)

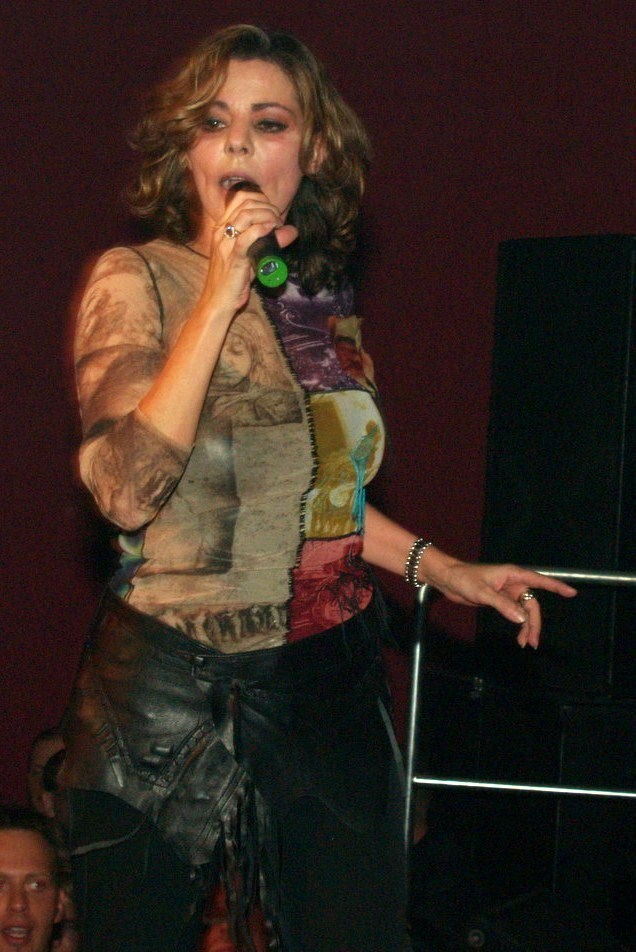
Sandra (* 1962)

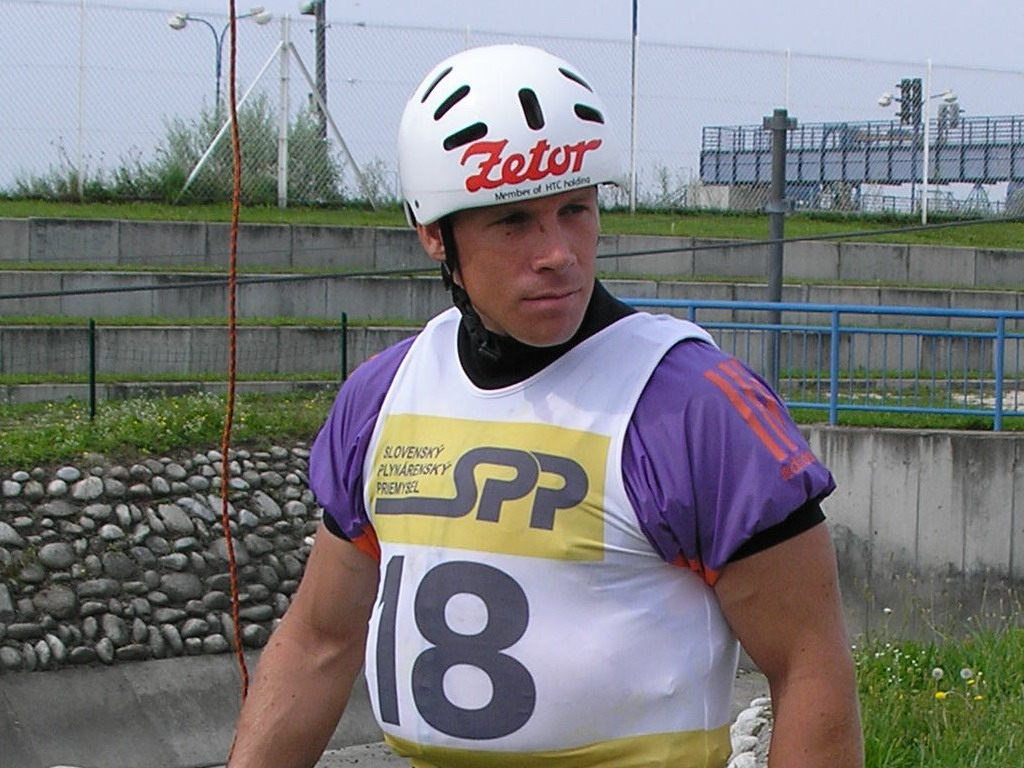
Michal Martikán (* 1979)

- 1152 – V Anglii se Jindřich II. oženil s Eleonorou Akvitánskou.
- 1190 – Římsko-německý císař Fridrich I. Barbarossa porazil rumské Seldžuky podruhé během 11 dnů v bitvě u Konye na třetí křížové výpravě.
- 1268 – Mamluk Sultan Baibars I porazil křižáky z Antiochijského knížectví v bitvě u Antiochie.
- 1291 – v Palestině muslimové pod velením sultána Al-Ašrafa Chalila vyhnali křesťany po pádu Akkonu po šestiměsíčním obléhání křižácké pevnosti Jindřich II. prchly na Krym
- 1302 – V Bruggách (Belgie) se odehrály události známé jako Bruges Matins (bruggská ranní mše), kdy vlámští rebelové za úsvitu zmasakrovaly ubytovanou francouzskou posádku. Nenáviděný guvernér Jacques de Châtillon utekl s několika svými stoupenci.
- 1498 – K Indii připlul portugalský mořeplavec Vasco da Gama – do přístavu Kóžikkót (dříve Kalikat nebo Kalikut) ve státě Kérala.
- 1499 – Flotila čtyř lodí odplouvá z Puerto de Santa María – (Cádiz, Španělsko), které velel Alonso de Ojeda a byla doprovázená Américo Vespuciem a Juanem de la Cosa. Dostali se na pobřeží Surinamu a prozkoumali záliv Paria a ostrov Curaçao v Karibském moři.
- 1525 – V Hondurasu byla založena vesnice Trujillo.
- 1541 – V Mexiku místokrál Antonio de Mendoza y Pacheco založil město Valladolid v Novém Španělsku (současné město Morelia).
- 1565 – v jižním městě Concepción (Chile) byl zřízen královský dvůr Chile na základě výnosu krále Filipa II.
- 1565 – Obrovská turecká invazní flotila dorazila k Maltě, začíná velké obležení Malty.
- 1593 – Anglický dramatik Christopher Marlowe šel do vězení za kacířství
- 1595 – Teusinský mír mezi Švédskem a Ruskem ukončil rusko-švédskou válku. Smlouva posunula švédsko-ruskou hranici na východ.
- 1631 – V Dorchesteru ve státě Massachusetts se John Winthrop stal prvním guvernérem kolonie Massachusetts Bay.
- 1643 – Kardinál Mazarin. Po smrti svého manžela Ludvíka XIII. francouzská regentka Anna Rakouská jmenovala kardinála Julese Mazarina předsedou vlády ve Francii, aby se staral o státní záležitosti. Realizovala tím rozhodnutí zesnulého, který vyvoleného určil jako nástupce kardinála Richelieua, který zemřel 4. prosince 1642.
- 1652 – Rhode Island se stává prvním státem, který uzákonil zákon o zrušení otroctví.
- 1680 – ve Španělsku vychází kompilace Zákonů Indie, skládající se z devíti knih a více než 6 000 zákonů.
- 1693 – Během války o falcké dědictví byl francouzskými vojsky zámek v Heidelbergu, sídlo falckých kurfiřtů, vyhozen do vzduchu.
- 1756 – Francie vyhlašuje válku Anglii. Francouzi se vylodili na Menorce.
- 1757 – Barmánci dobyli Hongsawadi, hlavní město říše Pegu, zničili toto místo a zabili desítky tisíc lidí Mon.
- 1781 – V Peru Španělé zavraždili vůdce Inků Tupaca Amaru II veřejným rozřezáním.
- 1792 – Pod záminkou ochrany pronásledovaných ruských občanů Rusko pod vedením Kateřiny II. napadne Polsko-Litvu, aby zvrátilo liberální ústavu z 3. května 1791. Rusko-polská válka nakonec vede k druhému rozdělení Polska.
- 1793 – Roussillonská kampaň. Vojenská akce Thuir, nad francouzskými revolučními jednotkami zvítězil generál Antonio Ricardos.
- 1803 – Napoleonské války: Spojené království odvolalo Smlouvu z Amiens o míru a druhé koaliční válce a vyhlásilo Francii válku pod vedením Napoleona Bonaparta.
- 1804 – Napoleon Bonaparte byl francouzským Senátem prohlášen v Paříži císařem Francie a senát vyhlásil ústavu z roku XII

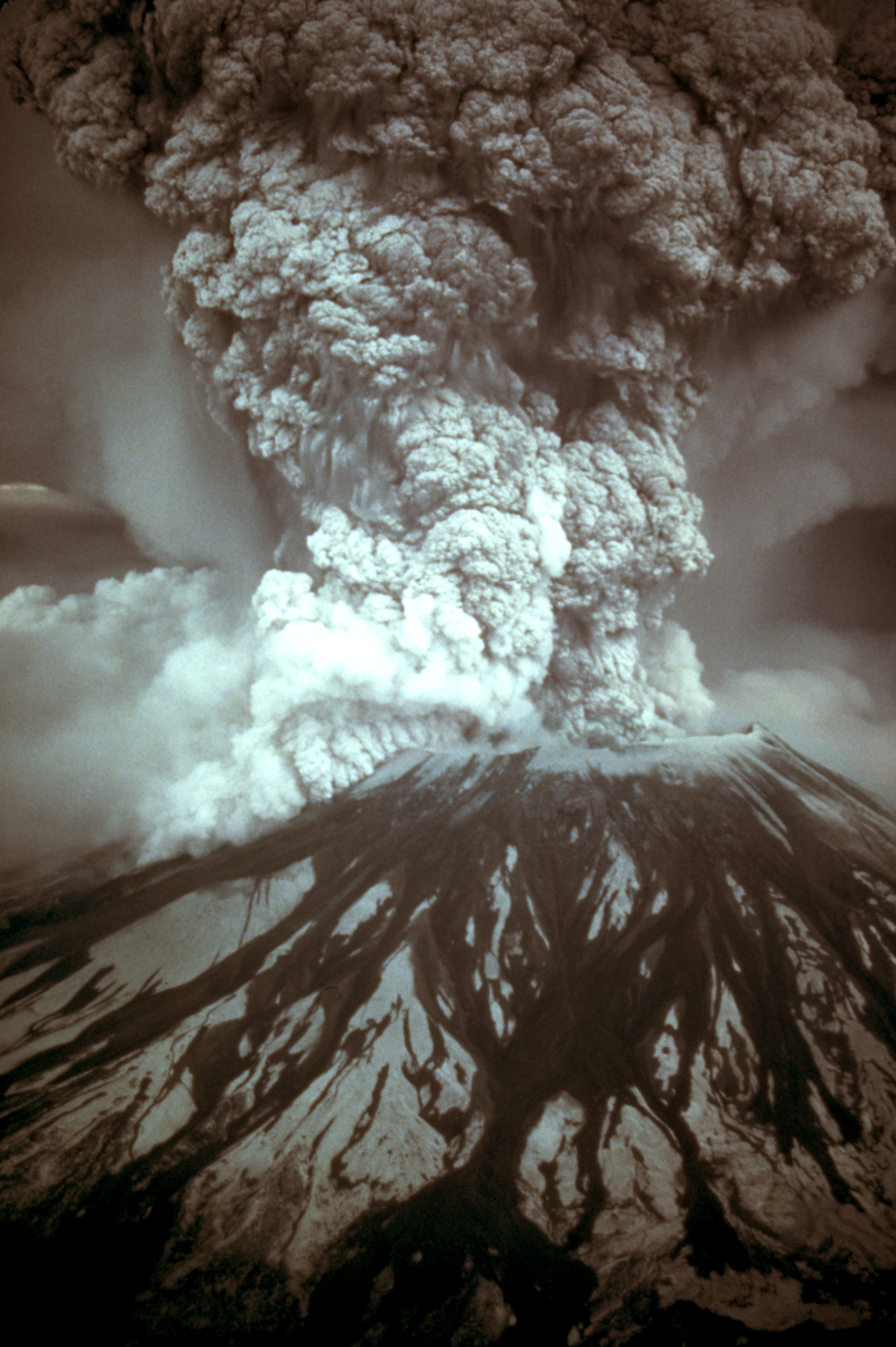
Erupce St. Helens v roce 1980

- 1810 – ve městě Buenos Aires, hlavním městě místokrálovství Río de la Plata, začala květnová revoluce.
- 1811 – v bitvě u Las Piedras (Uruguay) revoluční síly pod velením generála José Gervasia Artigase porazily síly Španělské říše.
- 1812 – Jen týden po atentátu na britského premiéra Spencera Percevala byl atentátník John Bellingham odsouzen k smrti. Bude pověšen na veřejnosti.
- 1822 – Agustín de Iturbide je prohlášen císařem Mexika. Korunovace Agustínem I. se koná 21. července.
- 1845 – Carlos María Isidro de Borbón se vzdal nároků na španělský trůn ve prospěch svého syna Carlose Luise, proto vypukla první karlistická válka proti královně Marii Kristině a její dceři Isabelle II.
- 1848 – Ve Frankfurtu nad Mohanem se po březnové revoluci poprvé sešlo v Paulskirche první německé národní shromáždění, první demokraticky zvolené.
- 1848 – v Buenos Aires Juan Manuel de Rosas nařídil rozpuštění Tovaryšstva Ježíšova a vyhnání jeho členů z argentinského území.
- 1854 – Zahájena stavba litinové rozhledny nad hornolužickým městečkem Löbau, která se oficiálně jmenuje Věž krále Fridricha Augusta. V současnosti je to jediná dochovaná litinová rozhledna v Evropě.
- 1860 – Na sjezdu republikánské strany v Chicagu byl Abraham Lincoln nominován na prezidenta USA.
- 1863 – ve Spojených státech – v rámci americké občanské války – začala bitva u Vicksburgu v Mississippi, začalo obléhání města pod vedením generála Ulysses S. Grantem. Město bylo dobytu 4. července.
- 1869 – V Japonsku dochází ke kapitulaci a rozpuštění Republiky Ezo. Vzdala se jednotkám císařského vojska vedeného Enomoto Takeaki. Byla uznána suverenita Tennó Meiji
- 1870 – v Portugalsku maršál Saldanha Oliveira (82 let) vtrhl s několika vojáky do paláce Ajuda a přinutil krále jmenovat jej předsedou vlády.
- 1875 – město Cúcuta (Kolumbie) bylo zničeno zemětřesením o síle 7,3, což zanechalo bilanci 30 500 obětí. Dotklo se i venezuelského státu Táchira.
- 1879 – Ve Švýcarsku plebiscit obnovil zákaz trestu smrti ve federální ústavě
- 1896 – na poli Chodynka, v Moskvě (Rusko) během slavností korunovace cara Mikuláše II., dav lidí zabil 1389 lidí (tragédie Chodynka).
- 1900 – Spojené království vyhlásilo svůj „protektorát“ nad Královstvím Tonga.
- 1904 – byla uzavřena Mezinárodní dohoda o potlačení bílého otroctví.
- 1910 – Země prošla ohonem Halleyovy komety.
- 1919 – Vyhlášena Falcká republika, byla oddělena od Říše za podpory Francie.
- 1926 – Evangelistka Aimee Semple McPhersonová zmizela při návštěvě Venice Beach v Kalifornii.
- 1927 – v Michiganu (Spojené státy americké) došlo k masakru v Bath School: 45 lidí zemřelo při výbuchu bomby.
- 1927 – Graumanovo čínské divadlo bylo otevřeno v Hollywoodu v Kalifornii.
- 1930 – Vzducholoď „Graf Zeppelin“ zahájila let, při kterém dvakrát přeletěla Atlantik, cesta byla dlouhá asi 27 000 kilometrů.
- 1933 – ve Spojených státech, v rámci New Deal, prezident Franklin Delano Roosevelt podepsal zákon, kterým vytvořil Tennessee Valley Authority.
- 1941 – Druhá světová válka: v Habeši kapitulovaly jednotky vévody z Aosty.
- 1944
  - Druhá světová válka: Němci evakuovali Monte Cassino a spojenecká vojska obsadila tuto pevnost po bitvě, která si vyžádala 20 000 životů.
  - Násilná deportace Krymských Tatarů z Krymu.
- 1950 – Plenární shromáždění Organizace spojených národů se rozhodlo zabavit zboží Čínské republiky jako odvetu.
- 1951 – první armádní kontingent, který se účastnil korejské války, opustil Buenaventura v kolumbijském Pacifiku.
- 1954 – V Argentině vláda Juana Dominga Peróna zahájila výstavbu 1 490 km ropovodu mezi ropnými poli Campo Durán (provincie Salta) a argentinským pobřežím.
- 1958 – Letoun Lockheed F-104 Starfighter stanovil světový rychlostní rekord – 2259,34 km/h (1404,19 mil za hodinu).
- 1959 – V Conakry (Guinea) je slavnostně otevřen Národní výbor pro osvobození Pobřeží slonoviny.
- 1959 – V Plain of Jars (Laos) začaly boje mezi královskou armádou a Pathet Lao.
- 1960 – Velitel Ernesto Che Guevara se účastnil soutěže v lovu marlínů na Kubě spolu s americkým spisovatelem Ernestem Hemingwayem a vrchním velitelem Fidelem Castrem.
- 1963 – v Madridu (Španělsko) bylo na Paseo de la Castellana slavnostně otevřeno sportovní město fotbalového klubu Real Madrid.
- 1969 – Odstartovala kosmická loď Apollo 10, druhá pilotovaná mise na měsíc.
- 1974 – Indie v rámci projektu „Usmívající se Buddha“ úspěšně odpálila svoji první atomovou pumu, čímž se stala šestou zemí na světě, která tak učinila.
- 1974 – Varšavská rozhlasová věž, tehdy nejvyšší budova, byla slavnostně otevřena. Provoz byl ukončen 8. srpna 1991.
- 1980 – Došlo k masivnímu sesuvu a následné laterální erupci sopky Mount St. Helens, ležící v americkém státě Washington. Žhavý pyroklastický proud během pár minut úplně zničil území o ploše 600 km². Spolu s lahary, které se prohnaly okolními řekami, zabil 57 lidí a škody se vyšplhaly na 3 miliardy USD.
- 1989 – Litevský parlament upravil svou ústavu a vyhlásil suverenitu litevského lidu.
- 1990 – ve Francii vytvořil vlak TGV nový rekord ve světě železnic: 515,3 km/h.
- 1990 – V Bonnu podepsalo ministři financí NSR a NDR Theo Waigel a Walter Rombers Smlouvu o měnové, hospodářské a sociální unii mezi oběma německými zeměmi.
- 1990 – Mexický latinskoamerický popový zpěvák, skladatel a hudební producent Luis Miguel vydal své album s názvem 20 Años, produkované Juanem Carlosem Calderónem.
- 1991 – Severozápadní část Somálska vyhlásila nezávislost jako Somaliland.
- 1993 – V Dánsku lidé kladně reagovali na referendum týkající se Maastrichtské smlouvy.
- 1994 – ve Venezuele byl uvězněn bývalý prezident Carlos Andrés Pérez, když se zjistilo, že zpronevěřil veřejné prostředky.
- 1996 – V norském městě Oslo se konal 41. ročník soutěže Eurovision Song Contest. Irský reprezentant Eimear Quinn dosáhl vítězství s písní The Voice.
- 1996 – Vlády Kuby a Dominiky navázaly diplomatické vztahy.
- 1998 – Ministerstvo spravedlnosti USA a 20 států USA zahájily protimonopolní soudní spor proti Microsoftu.
- 1999 – Americká chlapecká skupina Backstreet Boys vydala své třetí studiové album s názvem Millennium.
- 2011 – v argentinské provincii Río Negro havaroval let 5428 společnosti Sol (22 úmrtí).
- 2011 – v San Vicente de Chucurí (Kolumbie) řeka Chucurí zničila dva mosty, zahynulo 12 lidí.
- 2013 – Malmö hostilo soutěž Eurovision Song Contest.
- 2014 – ve Fundación (Magdalena) (Kolumbie) bylo upáleno 33 dětí.
- 2015 – V kolumbijském městě Salgar (Department of Antioquia) si lavina ve vesnici La Margarita vyžádala více než 50 mrtvých.
- 2016 – Zemětřesení v Ekvádoru v roce 2016 o síle 6,7 a 6,9 si vyžádalo celkem 11 zraněných a 1 mrtvého, byly hlášeny menší materiální škody, zřítily se domy a došlo k výpadkům elektřiny, ačkoli nebylo žádné varování před tsunami.
- 2018 – V Havaně (Kuba) se krátce po startu zřítil komerční letoun provozovaný společností Cubana de Aviación, model Boeing 737, pronajatý od mexické společnosti Global Air, se 113 lidmi na palubě (6 členů posádky a 107 cestujících)
- 2019 – V Argentině Cristina Fernández de Kirchner oznámila, že bude kandidovat na viceprezidentku
- 2019 – V Tel Avivu se konal 64. ročník soutěže Eurovision Song Contest

## Narození
Automatický abecedně řazený seznam viz Kategorie:Narození 18. května

### Česko

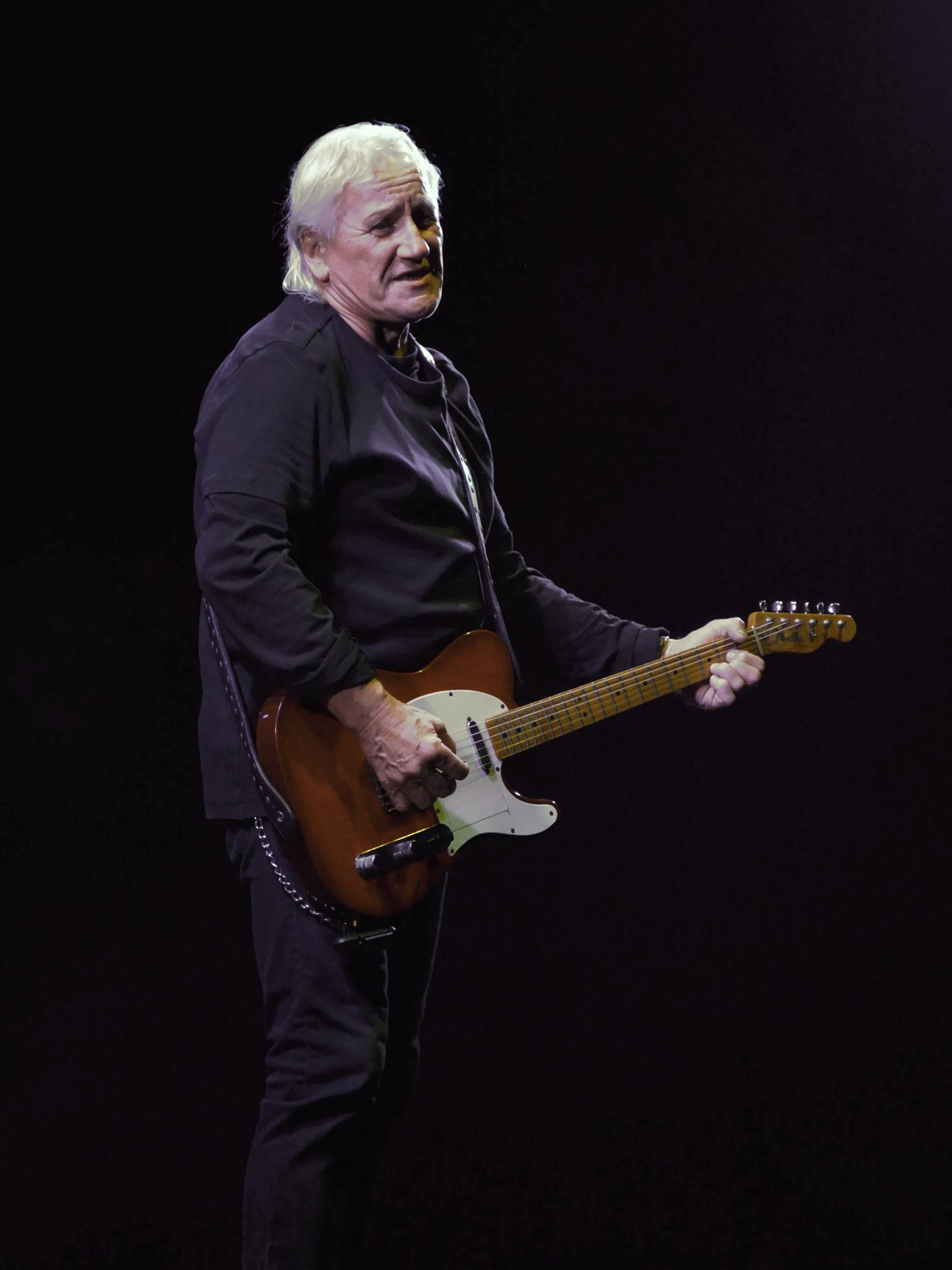
Oldřich Říha (* 1948)

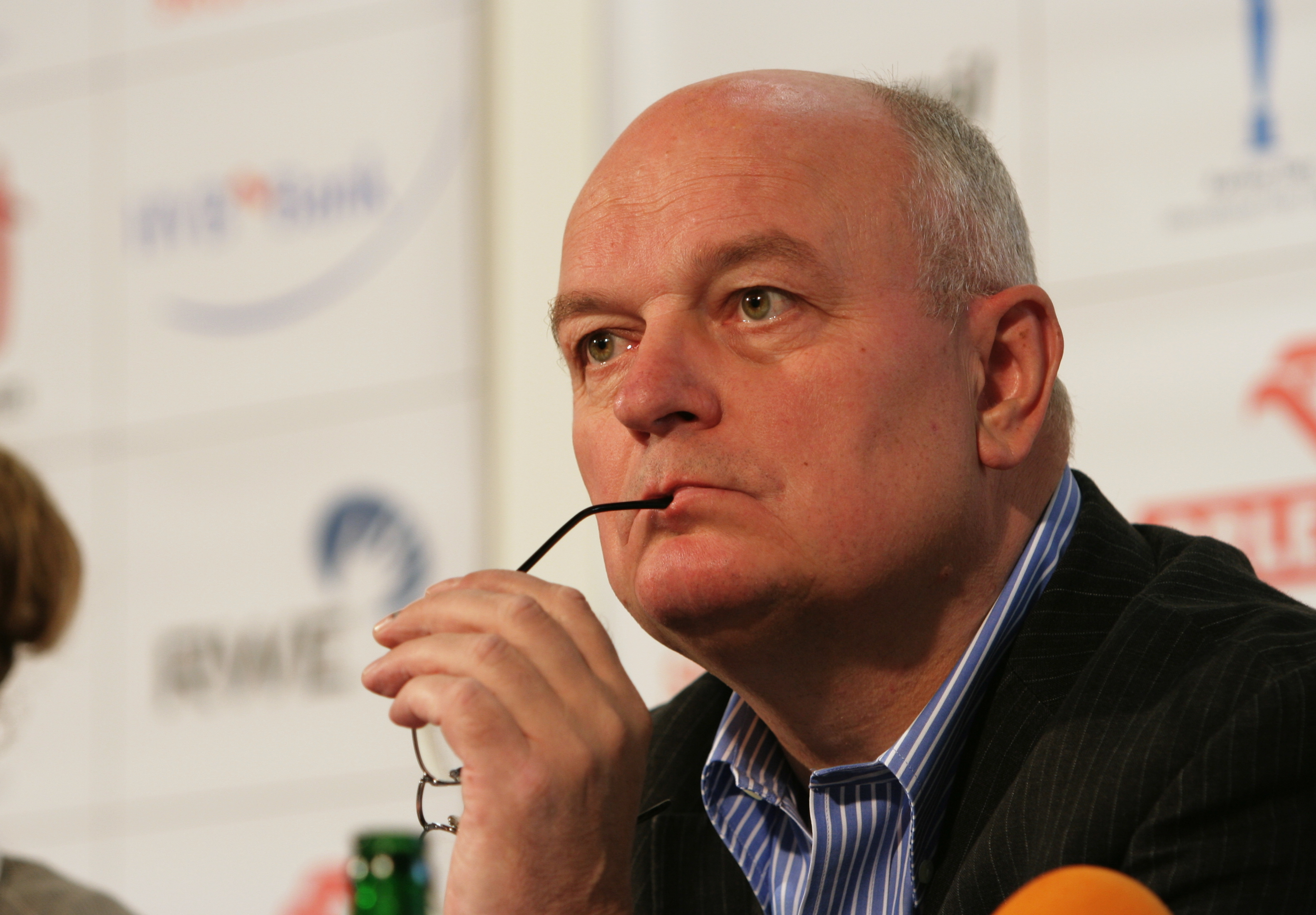
Ivo Mathé (* 1951)

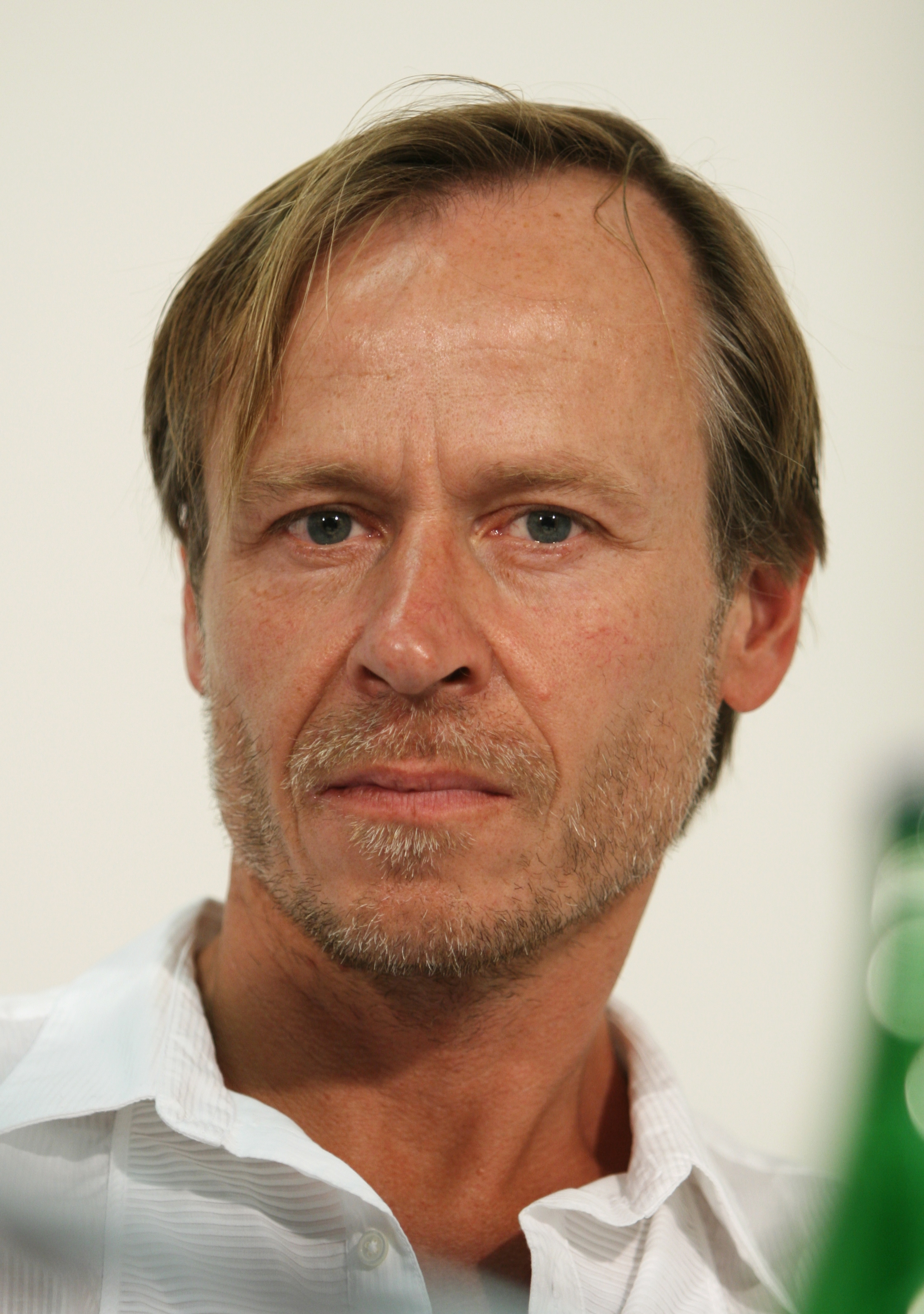
Karel Roden (* 1962)

- 1452 – Hynek z Poděbrad, diplomat, spisovatel, syn krále Jiřího z Poděbrad. († asi 11. července 1492)
- 1813 – Vincenc Josef Rott, pražský obchodník († 25. prosince 1890)
- 1817 – Uffo Horn, básník, dramatik a revolucionář († 23. května 1860)
- 1843 – Karel Chodounský, lékař († 12. května 1931)
- 1850 – Ferdinand August Spiegel-Diesenberg, moravský šlechtic , velkostatkář a poslanec Moravského zemského sněmu († ? 1913)
- 1856 – František Hlávka, československý politik († 22. dubna 1946)
- 1858 – Josef Smrtka, československý pedagog a politik († 13. srpna 1935)
- 1863 – Hana Cavallarová, operní pěvkyně († 6. dubna 1946)
- 1866 – Ladislav Haškovec, lékař, profesor neuropatologie († 16. ledna 1944)
- 1870 – Josef Lukeš, československý politik († 4. července 1956)
- 1874 – Jaroslav Rouček, československý politik († 25. února 1948)
- 1875 – Alois Procházka, archeolog – amatér († 16. dubna 1940)
- 1876 – Luděk Pik, československý politik, poslanec a starosta Plzně († 19. dubna 1948)
- 1877 – František Bakule, učitel († 15. ledna 1957)
- 1879 – Gustav Frištenský, zápasník († 6. dubna 1957)
- 1884 – Josef Rosipal, architekt a designér († 31. srpna 1914)
- 1888 – Bedřich Havlena, italský legionář († 21. června 1918)
- 1896 – Jaroslav Kabeš, čs. ministr financí († 15. srpna 1964)
- 1913 – Jaroslav Klíma, studentský funkcionář popravený nacisty († 17. listopadu 1939)
- 1914 – Jiří Roll, režisér, herec a scenárista († 18. srpna 2000)
- 1917 – Karel Pech, herec, televizní scenárista a režisér († 14. února 2006)
- 1919 – Pavel Bojar, spisovatel († 16. listopadu 1999)
- 1928
  - Josef Čermák, literární historik, editor a překladatel († 14. ledna 2020)
  - Zdenka Deitchová, výtvarnice animovaného filmu
  - Julie Hrušková, převaděčka a politická vězeňkyně († 27. února 2017)
- 1932 – Joseph Kohn, profesor matematiky († 13. září 2023)
- 1936 – Alena Wagnerová, česko-německá spisovatelka a publicistka
- 1938 – Jan Málek, hudební režisér a skladatel
- 1939 – Peter Grünberg, německý fyzik, nositel Nobelovy ceny († 7. dubna 2018)
- 1942 – Jiří Musílek, pedagog, ochotnický herec, publicista politik († 19. září 2014)
- 1944 – Přemysl Sobotka, předseda Senátu Parlamentu České republiky
- 1945 – Miroslav Středa, herec
- 1947 – Petruška Šustrová, publicistka, překladatelka a politička († 6. května 2023)
- 1948 – Oldřich Říha, muzikant
- 1950 – Jan Řehounek, spisovatel
- 1951 – Ivo Mathé, mediální producent, scenárista, vysokoškolský pedagog a manažer
- 1953 – Zdeněk Troška, režisér
- 1957 – Cyril Krejčí, volejbalista
- 1962 – Karel Roden, herec
- 1972 – Sabina Remundová, herečka
- 1975 – Petr Kirschbaum, fotbalista
- 1982 – Hana Mašlíková, modelka a moderátorka
- 1993 – Jiří Prskavec, kajakář a vodní slalomář

### Svět
- 905 – Konstantin VII. Porfyrogennetos, byzantský císař († 959)
- 1048 – Omar Chajjám, perský básník, matematik a astronom († 1131)
- 1515 – Svatý Felix z Cantalice, italský mnich († 18. května 1587)
- 1616 – Johann Jakob Froberger, německý skladatel a virtuos na klávesové hudební nástroje († 7. května 1667)
- 1631 – Stanisław Papczyński, polský zakladatel řádu mariánů († 17. září 1701)
- 1705 – Jan Václav Xaver Frey von Freyenfels, kanovník a biskup († 17. října 1776)
- 1711 – Ruđer Bošković, chorvatský fyzik, astronom a básník († 13. února 1787)
- 1791 – August Breithaupt, německý mineralog († 22. září 1873)
- 1797 – Fridrich August II. Saský, saský král († 9. srpna 1854)
- 1810 – Francesco Maria Piave, italský operní libretista († 5. března 1876)
- 1812 – Francisco Coll y Guitart, španělský kněz a světec († 2. dubna 1875)
- 1815 – James Bicheno Francis, anglický inženýr a vynálezce († 18. září 1892)
- 1822 – Mathew Brady, americký novinářský fotograf († 15. ledna 1896)
- 1824 – Alexander von Petrino, předlitavský politik († 17. dubna 1899)
- 1848 – Hermann Diels, německý klasický filolog, historik dějin filozofie († 4. června 1922)
- 1849 – Julian Niedzielski, rakouský architekt († 20. října 1901)
- 1850 – Oliver Heaviside, britský matematik a fyzik († 3. února 1925)
- 1852
  - Ezio Pinza, italský operní zpěvák († 9. května 1957)
  - Gertrude Käsebierová, americká fotografka († 13. října 1934)
- 1855 – Alfred Ebenhoch, předlitavský politik († 30. ledna 1912)
- 1858 – August Exter, německý architekt († 7. prosince 1933)
- 1868 – Mikuláš II. Alexandrovič, ruský car († 17. července 1918)
- 1872 – Bertrand Russell, anglický matematik a filozof, nositel Nobelovy ceny († 2. února 1970)
- 1876 – Hermann Müller, německý říšský kancléř († 20. března 1931)
- 1883 – Walter Gropius, německý architekt, zakladatel Bauhausu († 5. července 1969)
- 1887 – Ernst Wiechert, německy píšící spisovatel († 24. srpna 1950)
- 1889
  - Gunnar Gunnarsson, islandský spisovatel, píšící především dánsky († 21. listopadu 1975)
  - Jakob Levy Moreno, rakousko-americký lékař, psychiatr, sociolog a zakladatel psychodramatu, sociometrie a skupinové psychoterapie († 14. května 1974)
  - Thomas Midgley, americký strojní inženýr a chemik († 2. listopadu 1944)
- 1891 – Rudolf Carnap, německo-americký filozof, matematik a logik († 14. září 1970)
- 1892 – Ezio Pinza, italský operní zpěvák – bas († 9. května 1957)
- 1894 – Robert Benson, kanadský hokejista, olympijský vítěz († 7. září 1965)
- 1895 – Augusto César Sandino, nikaragujský revolucionář († 21. února 1934)
- 1896 – Martin Munkácsi, novinářský fotograf († 13. července 1963)
- 1897 – Frank Capra, italsko-americký producent, režisér, spisovatel († 3. září 1991)
- 1899 – D. Gwenallt Jones, velšský básník a romanopisec († 24. prosince 1968)
- 1901
  - Hans Hauska, rakouský hudební skladatel a politický vězeň († 7. května 1965)
  - Vincent du Vigneaud, americký biochemik, nositel Nobelovy ceny († 11. prosince 1978)
- 1907 – Roger Gilbert-Lecomte, francouzský básník († 31. prosince 1943)
- 1904 – Šunrjú Suzuki, japonský zenbuddhista († 4. prosince 1971)
- 1909 – Fred Perry, anglický tenista († 2. února 1995)
- 1912 – Walter Sisulu, jihoafrický aktivista proti apartheidu († 5. května 2003)
- 1913 – Charles Trenet, francouzský zpěvák a skladatel († 19. února 2001)
- 1914
  - Pierre Balmain, francouzský módní návrhář († 29. června 1982)
  - Toulo de Graffenried, švýcarský pilot Formule 1 († 22. ledna 2007)
  - Alla Bajanovová, ruská a rumunská zpěvačka († 30. srpna 2011)
  - Boris Christov, bulharský operní pěvec, bas († 28. června 1993)
- 1920 – Jan Pavel II., polský katolický duchovní a 264. papež († 2. dubna 2005)
- 1922
  - Kai Winding, americký pozounista († 6. května 1983)
  - Seymour Martin Lipset, americký sociolog († 31. prosince 2006)
- 1923 – Vojtěch Mencl, český historik
- 1925 – Justus Dahinden, švýcarský architekt († 11. dubna 2020)
- 1927 – François Nourissier, francouzský spisovatel a publicista († 15. února 2011)
- 1930
  - Ken Jones, velšský buddhistický aktivista, filozof a básník († 2. srpna 2015)
  - Fred Saberhagen, americký autor science fiction († 29. června 2007)
- 1933 – Deve Govda, indický premiér
- 1934 – Ladislav Pittner, slovenský katolický disident, politický vězeň a politik († 15. srpna 2008)
- 1935 – Ivan Dorovský, literární vědec, překladatel, básník a publicista († 24. srpna 2021)
  - Karin Leschová, švýcarsko-německá herečka († 12. března 2025)
- 1937 – Jacques Santer, lucemburský politik bývalý předseda Evropské komise
- 1939 – Giovanni Falcone, italský prokurátor, bojovník proti mafii († 23. května 1992)
- 1941 – Dušan Lenci, slovenský herec († 30. září 2012)
- 1942 – Emília Vášáryová, slovenská herečka
- 1944
  - Martin Porubjak, slovenský dramatik, scenárista, překladatel, režisér a politik († 27. března 2015)
  - Winfried Georg Sebald, německý literární vědec a spisovatel († 14. prosince 2001)
  - Albert Hammond, anglický hudebník a hudební producent
- 1946
  - Suze Randall, britská fotografka a režizérka
  - Andreas Katsulas, americký herec řeckého původu († 13. února 2006)
  - Bruce Gilbert, anglický kytarista a diskžokej
- 1947
  - John Bruton, irský premiér († 6. února 2024)
  - Jerzy Stuhr, polský herec, režisér, scenárista a pedagog († 9. července 2024)
- 1949 – Rick Wakeman, britský hudebník a skladatel, člen skupiny Yes
- 1950
  - Thomas Gottschalk, německý televizní konferenciér a moderátor
  - Mark Mothersbaugh, americký zpěvák a hudební skladatel
- 1951
  - Angela Voigtová, německá atletka, olympijská vítězka ve skoku do dálky
  - Natalia Troická, ruská operní pěvkyně († 9. dubna 2006)
- 1952
  - Diane Duane, americká spisovatelka
  - Sandó Kaisen, opat francouzského zenového kláštera Hóšódži
- 1955 – Chow Yun Fat, hongkongský herec
- 1956 – Catherine Corsini, francouzská filmová režisérka
- 1957 – Michael Cretu, rumunský hudebník
- 1958 – Toyah Willcox, anglická zpěvačka a herečka
- 1960
  - Jari Kurri, finský hokejista a trenér
  - Yannick Noah, francouzský tenista a zpěvák
- 1962 – Sandra Cretu, německá zpěvačka
- 1967 – Heinz-Harald Frentzen, německý pilot Formule 1
- 1969 – Martika, americká popová zpěvačka
- 1970 – Tim Horan, australský ragbista
- 1975
  - Jack Johnson, americký písničkář
  - John Higgins, skotský profesionální snookerový hráč
- 1979 – Michal Martikán, slovenský vodní slalomář
- 1980 – Michaël Llodra, francouzský tenista
- 1986 – Kevin Anderson, jihoafrický tenista
- 1991 – Manu Tuilagi, anglický ragbista

## Úmrtí
Automatický abecedně řazený seznam viz Kategorie:Úmrtí 18. května

### Česko

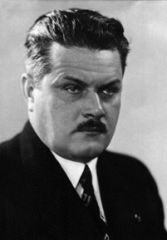
Jaroslav Krejčí († 1956)

- 1878 – Emanuel Rom, malíř (* 1812)
- 1888 – Karel Roth, advokát a politik (* 30. října 1829)
- 1896 – Vilém Kandler, malíř (* 28. února 1816)
- 1901 – Jan Nepomuk Řehák, kanovník Katedrální kapituly u sv. Štěpána v Litoměřicích (* 8. května 1811)
- 1902 – Jiljí Vratislav Jahn, chemik, básník a politik (* 22. ledna 1838)
- 1919 – Jan Koula, architekt, výtvarník a etnograf (* 7. února 1855)
- 1920 – August Fournier, historik, vysokoškolský pedagog a politik (* 19. června 1850)
- 1936 – Ervín Červinka, československý politik (* 5. dubna 1855)
- 1939 – František Ulrich, starosta Hradce Králové, básník (* 6. února 1859)
- 1945 – Vladimír Helfert, hudební vědec, pedagog, publicista (* 24. března 1886)
- 1946 – Adolf Scholz, československý politik německé národnosti (* 8. března 1867)
- 1947 – Hančí Baarová, spisovatelka (* 13. ledna 1917)
- 1950 – Hynek Bulín, právník, politik, spisovatel a žurnalista (* 13. prosince 1869)
- 1953 – Ferdinand Vodička, klavírista, dirigent, sbormistr, hudební skladatel a pedagog (* 27. května 1895)
- 1955 – Bohuš Stejskal, divadelní režisér (* 14. března 1896)
- 1956
  - Vladimír Peroutka, novinář a scenárista (* květen 1902)
  - Jaroslav Krejčí, předseda protektorátní vlády (* 27. června 1892)
- 1960 – Jindřich Černý, spisovatel (* 6. dubna 1905)
- 1968 – Josef Bartík, československý generál a zpravodajský důstojník (* 30. června 1897)
- 1980 – Antonín Svoboda, konstruktér prvních československých počítačů (* 14. října 1907)
- 1981 – Josef Silný, fotbalista (* 23. ledna 1902)
- 1982 – Míra Holzbachová, tanečnice, choreografka a novinářka (* 10. dubna 1901)
- 1984 – Zdenka Hrnčířová, operní pěvkyně (* 27. ledna 1913)
- 2000 – Josef Adámek, řezbář a akademický sochař (* 25. července 1927)
- 2005 – Stella Zázvorková, herečka (* 14. dubna 1922)
- 2012 – Dagmar Frýbortová, herečka (* 10. srpna 1925)

### Svět

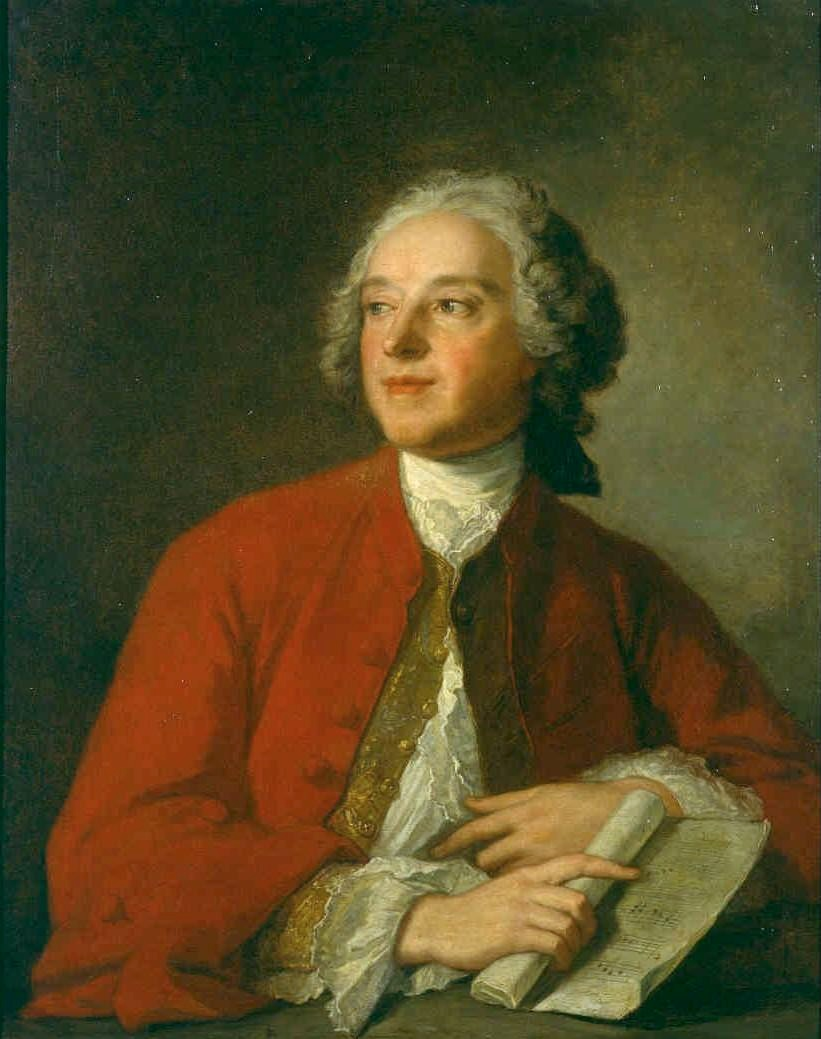
Pierre-Augustin Caron de Beaumarchais († 1799)

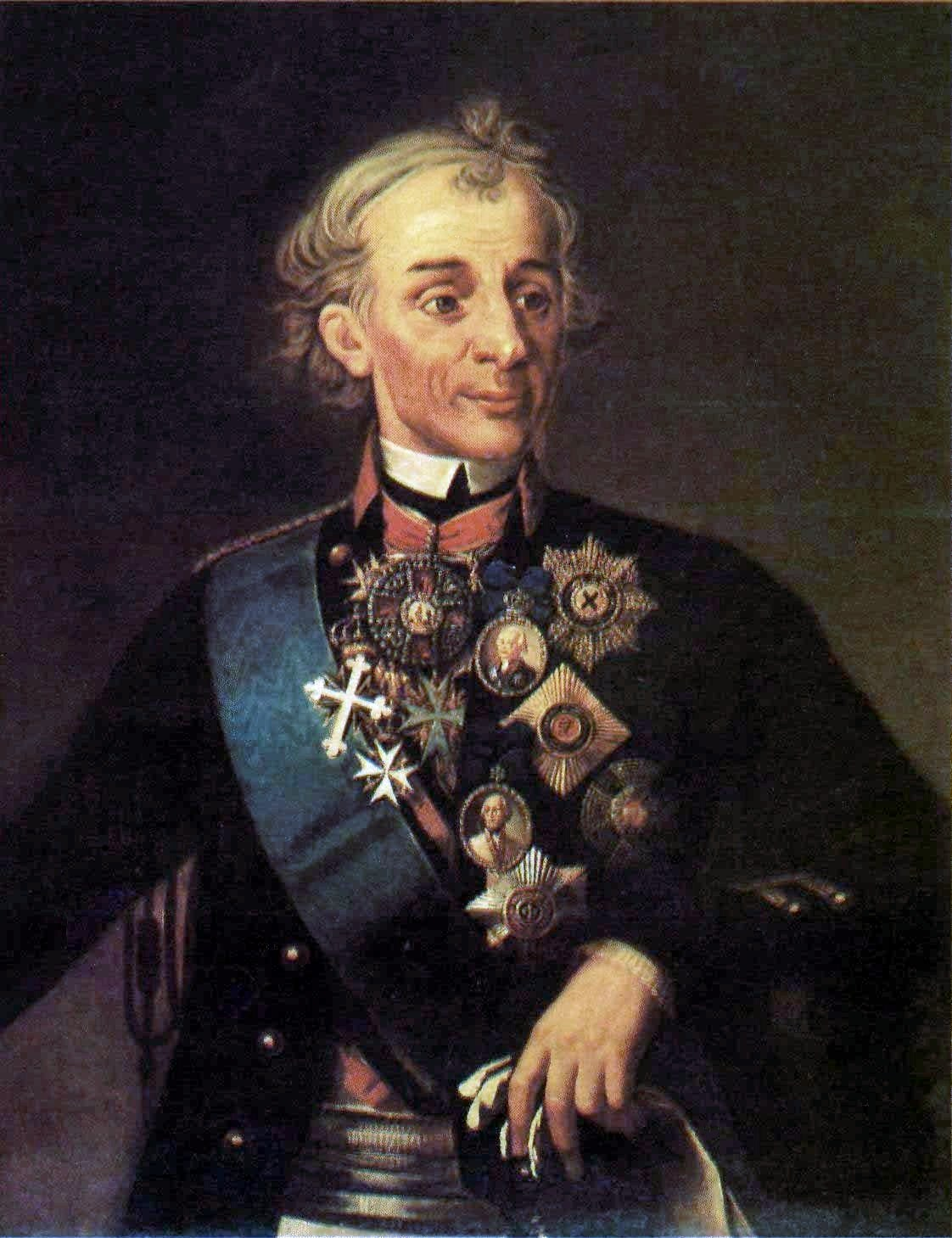
Alexandr Vasiljevič Suvorov († 1800)

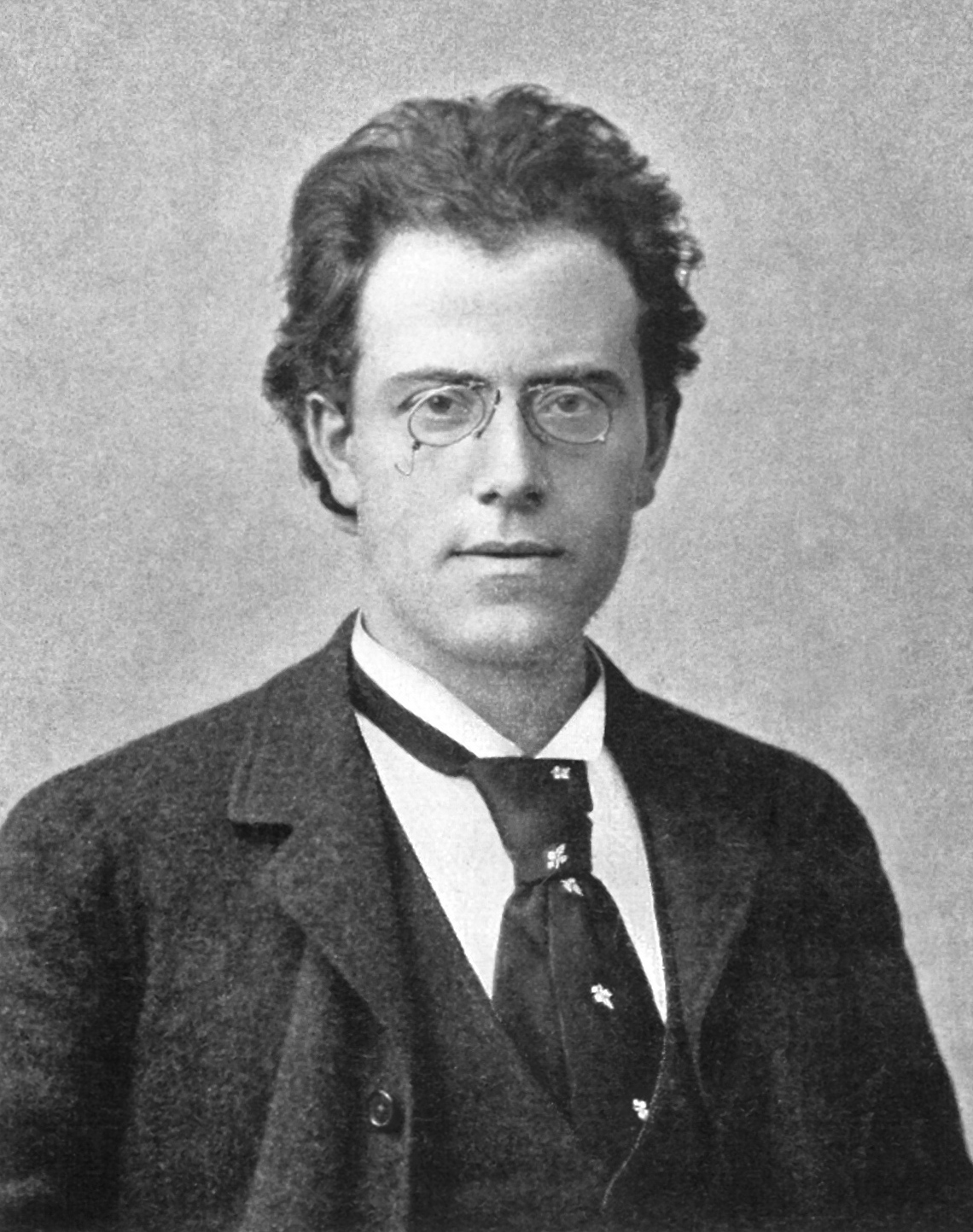
Gustav Mahler († 1911)

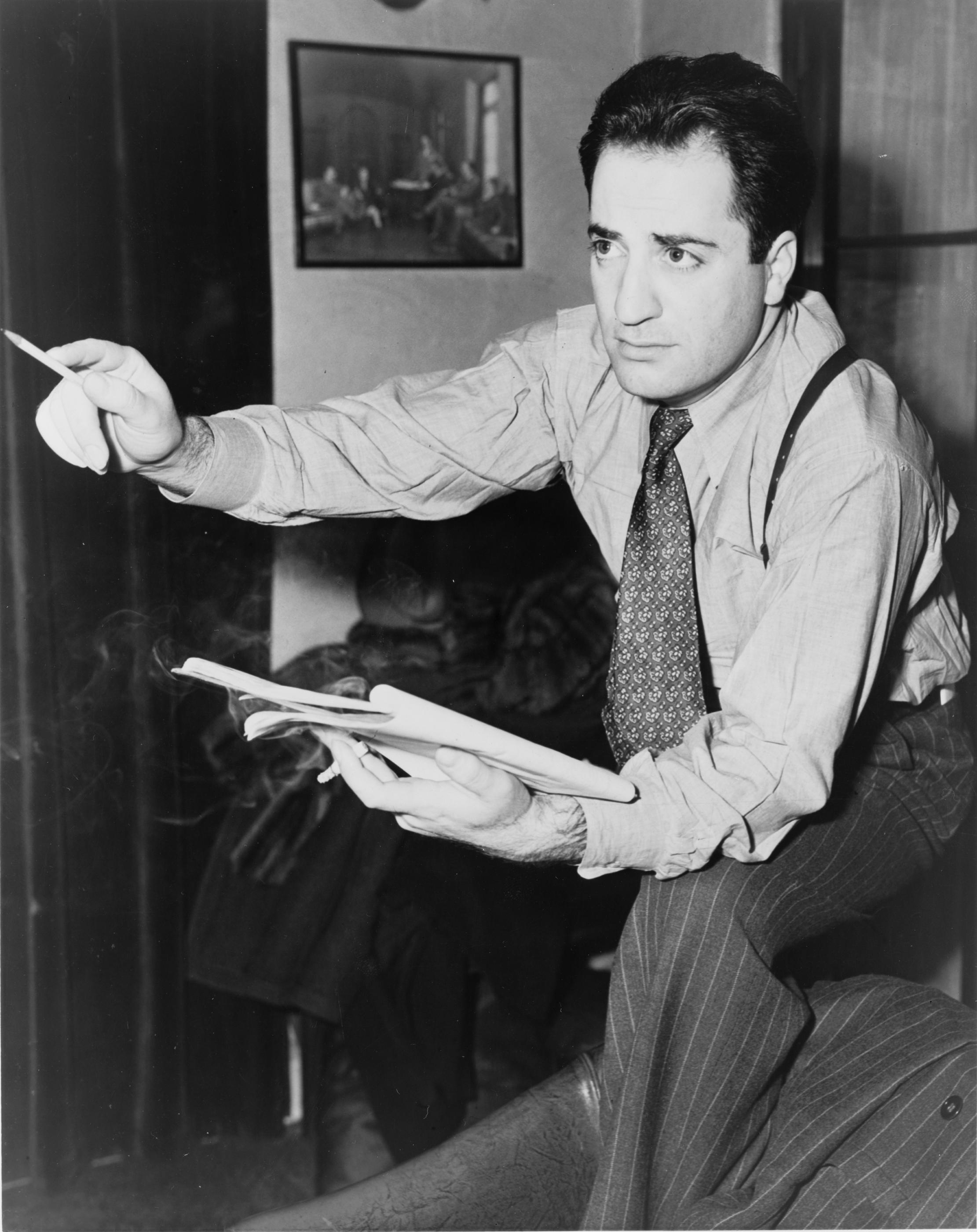
William Saroyan († 1981)

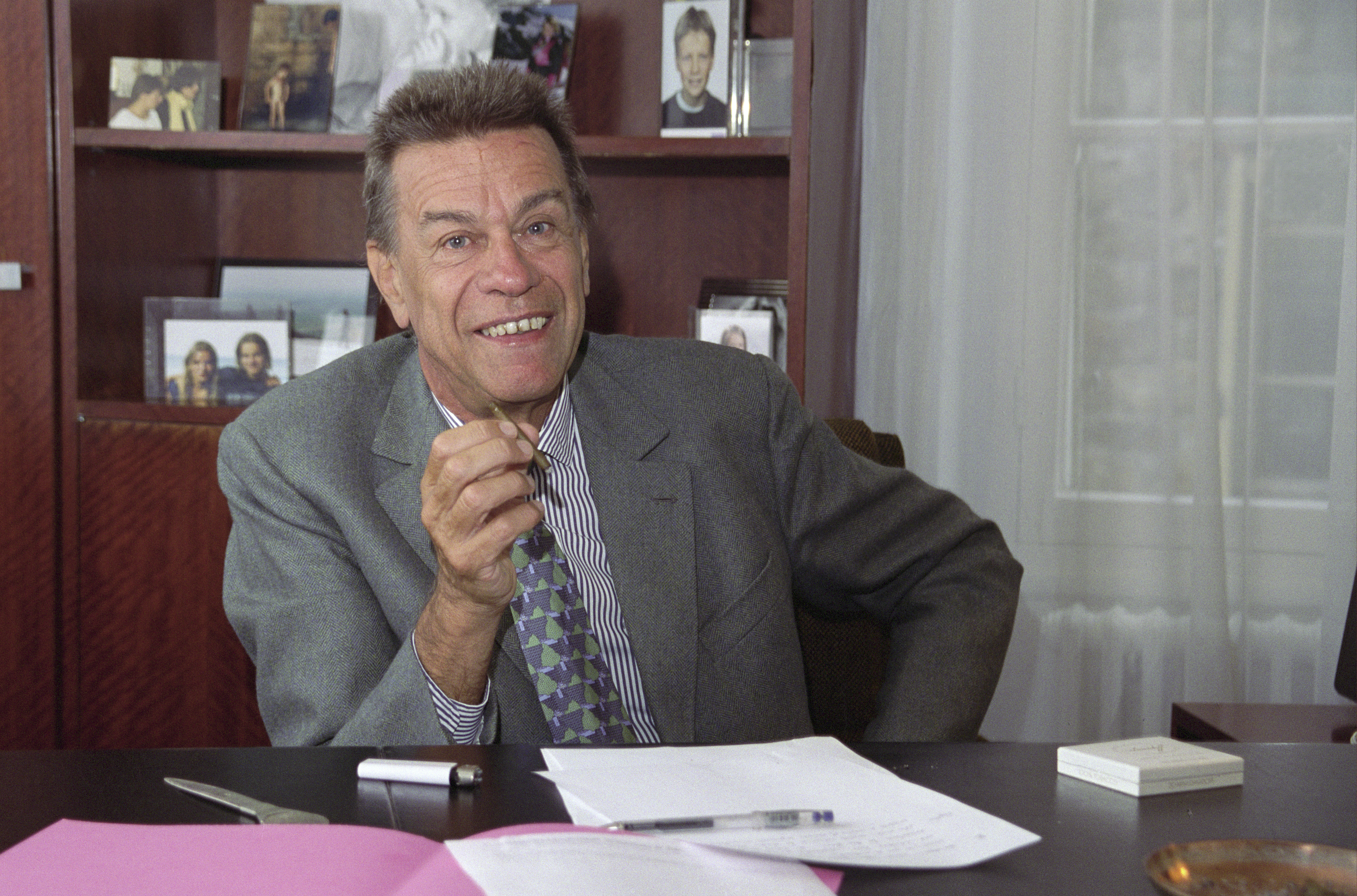
Pierre-Gilles de Gennes († 2007)

- 1102 – Štěpán II. z Blois, hrabětem z Blois a Chartres, jeden z vůdců první křížové výpravy (* cca 1045)
- 1291 – Vilém z Beaujeu, velmistr templářů (* cca 1243)
- 1410 – Ruprecht III. Falcký, římský král, odpůrce českého krále Václava IV. (* 5. května 1352)
- 1497 – Kateřina Woodvillová, anglická šlechtična a vévodkyně z Buckinghamu a Bedfordu (* asi 1458)
- 1525 – Pietro Pomponazzi, italský filosof (* 16. září 1462)
- 1587 – Svatý Felix z Cantalice, italský mnich (* 18. května 1515)
- 1655 – Marie Eleonora Braniborská, švédská královna (* 11. listopadu 1599)
- 1692 – Elias Ashmole, anglický starožitník, sběratel umění (* 23. května 1617)
- 1754 – Ignacio de Luzán, španělský básník (* 28. března 1702)
- 1795 – Robert Rogers, velitel francouzské záškodnické jednotky zvané Rogers’ Rangers (* 7. listopadu 1731)
- 1799 – Pierre-Augustin Caron de Beaumarchais, francouzský dramatik (* 24. ledna 1732)
- 1800
  - Alexandr Vasiljevič Suvorov, ruský vojevůdce (* 24. listopadu 1729)
  - František Leopold Habsbursko-Lotrinský, rakouský arcivévoda a toskánský princ (* 15. prosince 1794)
- 1837 – Marguerite Gérard, francouzská malířka (* 28. ledna 1761)
- 1839 – Caroline Bonaparte, sestra Napoleona Bonaparte a neapolská královna (* 25. března 1782)
- 1853 – Lionel Kieseritzky, německý šachový mistr (* 1. ledna 1806)
- 1868 – Karl Mayet, německý šachový mistr (* 11. srpna 1810)
- 1885 – Alphonse de Neuville, francouzský malíř (* 31. května 1835)
- 1890 – Alexander Hamilton-Gordon, skotský generál a politik (* 11. prosince 1817)
- 1897 – Charles Philip Yorke, 5. hrabě z Hardwicke, britský politik (* 23. února 1836)
- 1909
  - Isaac Albéniz, španělský hudební skladatel a pianista (* 29. května 1860)
  - George Meredith, anglický spisovatel viktoriánské éry (* 12. února 1828)
- 1910 – Eliza Orzeszkowa, polská spisovatelka (* 6. června 1841)
- 1911 – Gustav Mahler, rakouský hudební skladatel a dirigent narozený v Čechách (* 7. července 1860)
- 1912 – Eduard Strasburger, polsko-německý botanik (* 1. února 1844)
- 1922 – Alphonse Laveran, francouzský lékař, nositel Nobelovy ceny (* 1845)
- 1927 – Andrew Kehoe, americký masový vrah (* 1. února 1872)
- 1928 – Moritz von Auffenberg, ministr války Rakouska-Uherska (* 22. května 1852)
- 1932 – Christian Hedemann, dánský inženýr a havajský fotograf (* 25. května 1852)
- 1938 – Hans Behn-Eschenburg, generální ředitel Oerlikonských strojíren (* 10. ledna 1864)
- 1941 – Werner Sombart, německý sociolog a ekonom (* 19. ledna 1863)
- 1942 – Anton Gebert, kanovník u katedrály sv. Víta v Praze (* 10. dubna 1885)
- 1944 – Fritz Stuckenberg, německý malíř (* 16. srpna 1881)
- 1948 – Francisco Alonso, španělský hudební skladatel (* 9. května 1887)
- 1949 – Nikolaj Alexandrovič Semaško, sovětský politik a lékař (* 20. září 1874)
- 1955 – Edwin Scharff, německý sochař (* 21. března 1887)
- 1956
  - Avraham Kacnelson, izraelský politik a diplomat (* 1888)
  - Tadeusz Michejda, polský lékař a politik (* 26. září 1879)
- 1959 – Enrique Guaita, argentinsko-italský fotbalista (* 11. června 1910)
- 1965 – Eli Kohen, izraelský špion v Sýrii (* 26. prosince 1924)
- 1970 – Ivan Bortel, (česko)slovenský horolezec (* 15. září 1943)
- 1971 – Alexandr Gennaďjevič Kuroš, sovětský matematik (* 19. ledna 1908)
- 1974 – Tyree Glenn, americký pozounista (* 23. listopadu 1912)
- 1978 – Selwyn Lloyd, britský konzervativní politik (* 28. července 1904)
- 1980
  - Reid Blackburn, americký fotograf (* 11. srpna 1952)
  - Ian Curtis, britský zpěvák, textař a frontman kapely Joy Division (* 1956)
- 1981 – William Saroyan, americký spisovatel arménského původu (* 31. srpna 1908)
- 1987 – Heðin Brú, faerský spisovatel (* 17. srpna 1901)
- 1990
  - Joseph-Marie Trịnh Văn Căn, vietnamský kardinál (* 19. března 1921)
  - Eje Thelin, švédský pozounista (* 9. června 1938)
- 1991 – Gerd Achgelis, německý akrobatický pilot a podnikatel (* 16. července 1908)
- 1995
  - Peter van de Kamp, nizozemsko-americký astronom (* 26. prosince 1901)
  - Alexander Godunov, ruský baletní tanečník a herec (* 29. listopadu 1949)
- 1996 – Jaroslav Abelovič, slovenský geodet (* 4. dubna 1932)
- 1999 – Elizabeth Robinsonová, americká atletka, vítězka prvního ženského olympijského sprintu na 100 m (* 23. srpna 1911)
- 2000 – Domingos da Guia, brazilský fotbalista (* 19. listopadu 1912)
- 2004
  - Elvin Jones, americký jazzový bubeník (* 9. září 1927)
  - Vladyslav Terzyul, ukrajinský horolezec (* 18. června 1953)
- 2007
  - Mika Špiljak, jugoslávský státník (* 28. listopadu 1916)
  - Pierre-Gilles de Gennes, francouzský fyzik (* 24. říjen 1932)
- 2012
  - Peter Jones, v Anglii narozený australský bubeník, člen skupiny Crowded House (* 21. dubna 1963)
  - Dietrich Fischer-Dieskau, německý zpěvák (baryton), dirigent, malíř, spisovatel a recitátor (* 28. května 1925)
- 2013 – Alexej Alexejevič Rodionov, ministr zahraničních věcí Ruska (* 27. března 1922)
- 2014
  - Dobrica Ćosić, jugoslávský prezident (* 29. prosince 1921)
  - Wubbo Ockels, nizozemský fyzik, univerzitní profesor a astronaut (* 28. března 1946)
- 2015 – Halldór Ásgrímsson, islandský premiér (* 8. září 1947)
- 2017
  - Božena Fuková, slovenská a československá ekonomka, politička Komunistické strany Slovenska (* 15. ledna 1935)
  - Chris Cornell, americký rockový zpěvák a hudebník, člen skupiny Soundgarden (* 20. července 1964)
- 2021 – Franco Battiato, italský zpěvák, skladatel, muzikant, režisér a malíř (* 23. března 1945)
- 2023
  - Helmut Berger, rakouský herec (* 29. května 1944)
  - Jim Brown, americký hráč amerického fotbalu (* 17. února 1936)

## Svátky

### Česko
- Nataša
- Toska, Tosca
- Erik, Erich
- Timea

### Svět
- Mezinárodní den muzeí
- Slovensko – Viola

| 18. květen v pražském KlementinuÚdaje jsou platné k 29. 4. 2025. | 18. květen v pražském KlementinuÚdaje jsou platné k 29. 4. 2025. | 18. květen v pražském KlementinuÚdaje jsou platné k 29. 4. 2025. |
| minimum                                                          | denní průměr                                                     | maximum                                                          |
| ---------------------------------------------------------------- | ---------------------------------------------------------------- | ---------------------------------------------------------------- |
| 0,5 °C (1787)                                                    | 16,1 °C (od 1961)                                                | 29,2 °C (1971)                                                   |